# تترا-ان-بوتیل‌آمونیوم برمید
تترا-ان-بوتیل‌آمونیوم برمید (به انگلیسی: Tetra-n-butylammonium bromide) با فرمول شیمیایی C۱۶H۳۶BrN یک ترکیب شیمیایی با شناسه پاب‌کم ۷۴۲۳۶ است. که جرم مولی آن ۳۲۲٫۳۶۸ g/mol می‌باشد. شکل ظاهری این ترکیب، جامد سفید است.